# 朗霍夫德山
朗霍夫德山是南極洲的山峰，位於毛德皇后地，處於霍夫德灣以南的呂佐夫-霍爾姆灣東岸，該群島根據挪威探險隊拍攝的空中照片被該國製圖師繪入地圖。
69°14′S 39°44′E / 69.233°S 39.733°E